# Keiichi Hara
Keiichi Hara (原 恵?, Hara Keiichi; Tatebayashi, 24 luglio 1959) è un regista e sceneggiatore giapponese.

## Biografia
Hara viene assunto dalla Shin-Ei Animation nel 1982, su raccomandazione dell'allora presidente Keijiro Kurokawa, dopo aver lavorato per 18 mesi in un piccolo studio.
Alla Shin-Ei ha iniziato a lavorare alla serie TV anime Kaibutsu-kun, come responsabile di produzione, in seguito è stato trasferito a Doraemon, dove ha assunto per la prima volta il ruolo di direttore dell'animazione. Lavorando a Doraemon è stato influenzato dal capo regista Tsutomu Shibayama. Poiché Hara ammirava Fujiko Fujio, l'autore originale di Doraemon, lavorò sodo e divenne famoso per il miglioramento della qualità, apparendo in una rivista di animazione come "nuovo regista da tenere d'occhio".
Dopo Obake no Q Taro e Doraemon, è stato scelto come regista capo per Esper Mami e ha lavorato per questo anime per due anni e mezzo. In seguito ha lavorato su 21 emon e su Crayon Shin-chan. Per Shin-chan"ha curato la regia sia per le serie anime che per i film, diventando regista nell'ottobre 1996. Il film del 2001 Crayon Shin-chan - Arashi o yobu - Mōretsu! Otona teikoku no gyakushū ha ottenuto il plauso della critica. L'anno successivo Crayon Shin-chan: The Storm Called: The Battle of the Warring States è stato elogiato dall'Agenzia per gli affari culturali giapponese.

## Filmografia

### Lungometraggi
- Doraemon: Nobita no makai daibōken (1984) - Assistant Unit Director
- Doraemon: Nobita no little Star Wars (1985) - Assistant Unit Director
- Crayon Shin-chan - Buriburi ōkoku no hihō (1994) - sceneggiatura, storyboard, Unit Director
- Crayon Shin-chan - Henderland no dai bōken (1996) - sceneggiatura, storyboard, Unit Director
- Crayon Shin-chan - Ankoku tamatama dai tsuiseki (1997) - regia
- Crayon Shin-chan - Dengeki! Buta no Hizume dai sakusen (1998) - regia
- Crayon Shin-chan - Bakuhatsu! Onsen wakuwaku dai kessen (1999) - regia
- Crayon Shin-chan - Arashi o yobu jungle (2000) - regia
- Crayon Shin-chan - Arashi o yobu - Mōretsu! Otona teikoku no gyakushū (2001) - regia
- Crayon Shin-chan - Arashi o yobu - Appare! Sengoku dai kassen (2002) - regia
- Crayon Shin-chan - Arashi o yobu! Yūhi no Kasukabe Boys - storyboard
- Crayon Shin-chan - Densetsu o yobu Buriburi - Sanpun pokkiri dai shingeki (2005) - storyboard
- Un'estate con Coo (2007) - regia, sceneggiatura
- Colorful (2010) - regia
- Hajimari no michi (2013) - regia, sceneggiatura
- Miss Hokusai (2015) - regia
- The Wonderland (2019) - regia
- Il castello invisibile (2022) - regia

### Cortometraggi
- Esper Mami: Hoshizora no Dancing Doll (1988) - regia
- Dorami-chan: Arara shounen sanzoku-dan! (1991) - regia
- Dorami-chan: Hello kyōryū kids!! (1993) - regia

### Serie televisive
- Martina e il campanello misterioso (1987-1989) - regia
- 21 emon (1991-1992) - regia, sceneggiatura, storyboard
- Shin Chan (1996-2004) - regia, sceneggiatura, storyboard

## Onorificenze
- Medaglia d'onore con nastro viola, 2018